# Farman F.60 Goliath
Farman F.60 Goliath (початкове найменування Farman FF.60, FF — скорочено від Freres Farman — брати Фарман) — двомоторний важкий бомбардувальник, спроектований 1918-го року під керівництвом інженера Фіше[джерело?] на заводах Farman.

## Історія
Спочатку літак отримав назву FF.60, але потім він став іменуватися F. 60 «Голіаф». Після схвалення військовими проекту фірми Farman планувала налагодити серійне виробництво в 1918 році, але замовлення було відкликано. Військові погодилися замовити недороблені літаки, якщо вони будуть модифіковані для перевезення командування армії і флоту. Таким чином слід було переробити військовий літак у цивільний. Створений за зміненим проектом літак був показаний публіці в 1919 році. Надалі фірма Farman, що володіла своєю авіакомпанією, використовувала літак для перевезення пасажирів.
На початку 1920 років фірма Farman продала літаки F. 62 (модифіковані F. 60) Радянській Росії, де їх стали називати бомбардувальниками Фарман «Голіаф» (ФГ-62). Після невдалих випробувань літаки в радянській армії стали використовувати як транспортні і навчальні. 26 липня 1930 року відбувся перший в історії СРСР навчально-тренувальний стрибок з парашутом. Здійснив його Л. Р. Мінов з літака ФГ-62. Цей день вважається днем народження радянського парашутного спорту. 2 серпня 1930 року в двох кілометрах від Воронежа був скинутий перший радянський військово-повітряний десант, який складався з дванадцяти чоловік.
У Франції літаки F. 62 довгий час продовжували використовувати в морській авіації для скидання торпед.